# Хайдесхайм ам Рейн
Хайдесхайм ам Рейн (на немски: Heidesheim am Rhein) е община в Рейнланд-Пфалц, Германия, със 7609 жители (към 31 декември 2015). Намира се на река Рейн.